# Henryk Sławiński
Henryk Sławiński – polski duchowny rzymskokatolicki, profesor teologii, nauczyciel akademicki Uniwersytetu Papieskiego Jana Pawła II w Krakowie, homileta i pedagog, redaktor naczelny kwartalnika "Polonia Sacra", przewodniczący Stowarzyszenia Homiletów Polskich.

## Życiorys
W latach 1983-1989 odbył studia filozoficzno-teologiczne w Wyższym Seminarium Duchownym we Włocławku, które zakończył obroną pracy magisterskiej z teologii na Katolickim Uniwersytecie Lubelskim. 28 maja 1989 r. otrzymał święcenia kapłańskie. Po święceniach studiował teologię pastoralną na KUL, gdzie w 1996 r. uzyskał stopień doktora. Od 1996 do 1998 roku prowadził zajęcia z j. angielskiego na Wydziale Teologicznym w Koninie, aż do uzyskania w 1998 r. magisterium z pedagogiki na Wydziale Nauk Społecznych KUL. Habilitację uzyskał w Papieskiej Akademii Teologicznej w Krakowie w 2009 roku. W 2013 r. otrzymał tytuł profesora nadzwyczajnego, a w 2019 r. profesora zwyczajnego Uniwersytetu Papieskiego Jana Pawła II w Krakowie. 
Ks. prof. Sławiński wykładał w wielu uczelniach: homiletykę w WSD księży Misjonarzy św. Rodziny w Kazimierzu Biskupim (1998-2015), homiletykę w WSD księży Orionistów w Zduńskiej Woli (1998-2000), dokumenty Kościoła na Wydziale Teologicznym w Koninie (1998-2000), teologię liturgii i pedagogikę na Wydziale Teologicznym w Koninie (1999-2000), homiletykę w WSD ojców Paulinów w Krakowie (2004-2008), homiletykę w Papieskiej Akademii Teologicznej w Krakowie (2004-2015), homiletykę w Instytucie Księży Misjonarzy w Krakowie (2005-2007), homiletykę w Instytucie Filozoficzno-Teologicznym ojców Dominikanów w Krakowie (2005-2011), homiletykę w Wyższym Seminarium Duchownym w Tarnowie (2003-2016). 
Był członkiem Stowarzyszenia Homiletów Polskich (1996-2013), Międzynarodowego Stowarzyszenia Homiletów Języka Niemieckiego (1999-2015), Koła Współpracowników Komisji Języka Religijnego PAN (2004-2013), Polskiego Towarzystwa Teologicznego w Krakowie (2005-2016), Rady Naukowej rocznika "Przegląd Homiletyczny" (2010-2013), The Cruise Ship Priest Program of the Apostleship of the Sea of the United States of America (2011-2017), Senackiej Komisji ds. Kontaktów z Zagranicą (2012-2014), Zespołu Języka Religijnego Rady Języka Polskiego przy Prezydium Polskiej Akademii Nauk (2013-2016), redakcji czasopisma "Theologos" wydawanego przez Greckokatolicki Wydział Teologiczny Preszowskiego Uniwersytetu w Preszowie na Słowacji (2014-2015). 
Obecnie jest redaktorem naczelnym "Polonia Sacra" (od 2012), przewodniczącym Stowarzyszenia Homiletów Polskich (od 2014), członkiem Międzynarodowego Towarzystwa Naukowego, Fides et Ratio (od 2018). W 2012 r. w Monachium otrzymał nagrodę Pelkovenpreis 2012 z rąk prof. Patera Clausa Hartmanna. W 2015 r. pełnił rolę konsultanta teologicznego Konferencji Episkopatu Polski przy polskim przekładzie Dyrektorium homiletycznego, a w 2017 r. współpracował z Konferencją Episkopatu Polski nad przygotowaniem Wskazań Konferencji Episkopatu Polski dotyczących homilii mszalnej. W 2018 roku otrzymał nagrodę Rektora UPJPII za najlepsze oceny parametryzacyjne. W 2019 został laureatem nagrody honorowej „Świadek Historii” przyznanej przez Instytut Pamięci Narodowej. 1 czerwca 2019 uzyskał tytuł profesora nauk teologicznych.

## Wybrane publikacje
- Homilia w zgromadzeniu eucharystycznym. Recepcja współczesnego nauczania Kościoła w "Dyrektorium homiletycznym", Kraków 2018
- Głosimy Pana Jezusa Chrystusa. Treść przepowiadania, Kraków 2017
- Homilia niedzielna. Dokumenty Konferencji Episkopatu Stanów Zjednoczonych, Kraków 2015
- Stosowność celibatu w relacji do kapłaństwa, Kraków 2012
- „Dziś spełniły się słowa Pisma…”. Homilia w niedzielnym zgromadzeniu wiernych, Włocławek 2002[2]